# Barłaam Kosiński
Barłaam Kosiński (zm. 1666), duchowny greckokatolicki, od 1655 tytularny greckokatolicki arcybiskup smoleński.

## Życiorys
Członek zakonu bazylianów od 1635. Pełnił funkcje: wikariusza klasztoru w Mińsku, archimandryty mścisławskiego, archimandryty mińskiego (1654). Nie przyjął urzędu archimandryty wileńskiego (1656). Krytykowany za nadmierne gromadzenie dóbr materialnych nie uzyskał przez Kongregację Rozkrzewiania Wiary akceptacji swojej nominacji biskupiej i do śmierci nie przyjął święceń biskupich.